# Asyryjski Kościół Pentekostalny
Asyryjski Kościół Pentekostalny (syryjski:ܥܕܬܐ ܕܐܚܘܢܘ̈ܬܐ ܦܢܛܩܘܣܛܝ̈ܐ ܐܬܘܪ̈ܝܐ,‘Ittā d-Akhonāwāthā Pēnṭēqosṭāyē Ātūrāyē, perski:کلیسای پنطیکاستی آشوری) – narodził się wśród Asyryjczyków zamieszkujących wioski w wokół Urmii i rozpowszechnił w innych społecznościach asyryjskich w Iranie. Obecny kościół wywodzi się z protestanckiego ruchu odnowy jaki miał miejsce w Zachodnim Iranie w latach '30 XX wieku. W 1940 swoją posługę rozpoczął pastor Tooma Nasseri. W ciągu swojej działalności ustanowił on wiele wspólnot pentekostalnych w Zachodnim Iranie i przyczynił się do wybudowania tam wielu świątyń. Dzięki niemu i innym pastorom w latach '50 zaczął formować się protestancki kościół Asyryjski. Obecnie ma on kilka zgromadzeń nie tylko w Iranie ale także w Stanach Zjednoczonych (Kalifornia i Illinois), Australii, Kanadzie i Austrii. Liczy sobie, według różnych danych, od 12 000 do 20 000 członków. Asyryjski Kościół Pentekostalny stowarzyszony jest ze Zborami Bożymi.

## Nazwa kościoła
W Polsce rzadko używa się terminu "Pentekostalizm". Po polsku na to wyznanie mówi się "Zielonoświątkowcy". Słowo to pochodzi od Zielonych Świąt, potocznej nazwy święta Zesłania Ducha Świętego.

## Obecni liderzy
- Pastor William Abraham w Turlock
- Pastor Robert Barcham w Urmii
- Pastor Jonathan Nader w Chicago
- Pastor William Neesan w Los Gatos
- Pastor Victor Tamraz w Teheranie

## Język
Językiem liturgicznym, którego używają zarówno wierni jak i kapłani jest północno-wschodni dialekt języka nowaramejksiego. Również Biblia wydawana jest w tym języku.

## Święta
Asyryjski Kościół Pentekostalny obchodzi następujące święta:
- Boże Narodzenie (Eda Surah)
- Wigilia Nowego Roku (Sheetah Khatah)
- Wielkanoc (Eda Gurah)
- Zesłanie Ducha Świętego (Yomit Pantacostayeh)